# Марші

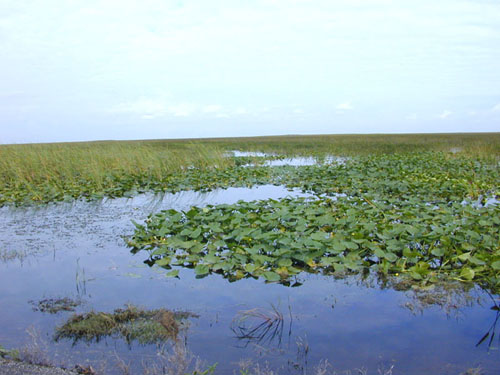
Марші у Флориді

Ма́рші, також приморські луки (нім. Marsch, Marschland) — низовинні смуги морського узбережжя, затоплювані лише під час найвищих (сизигійних) припливів або нагонів морської води; тип ландшафту з вологим кліматом.
Марші — акумулятивна форма рельєфу, на узбережжі розташовуються вище ваттів, від моря часто відмежовані смугою дюн. Складені з мулистих або піщано-мулистих наносів, на яких формуються багаті гумусом і мікроорганізмами маршеві ґрунти.
У природі марші зазвичай зайняті високопродуктивними луками, з переважно галофітними рослинами, місцями заболочені. Широко використовуються в сільському господарстві. Осушені ділянки маршів — польдери.
Особливістю маршів є значна обводненість. У тропіках поширені мангрові ліси, які розвиваються в зоні припливів на мулуватому ґрунті. Корені таких дерев виступають із води, а між ними нагромаджуються рослинні рештки, розклад яких спричиняє утворення чорного намулу, збагаченого сірководнем.

## Поширення
Марші зазвичай витягнуті уздовж морських узбереж. Типові для берегів Північного моря (Нідерланди, Німеччина, Швеція, Велика Британія, Данія), Біскайської затоки (Франція), Гданських бухт (Польща), Литви, Атлантичного узбережжя США (у Флориді, Міссурі, Техасі, Луїзіані, Джорджії тощо). Болотні ліси відомі на узбережжях південно-східної Азії, в Океанії, Австралії, на заході Африки.
В Росії аналогами маршів є лайди, поширені на узбережжях морів Північного Льодовитого океану (Архангельська область, Республіка Комі, Мурманська область, Ненецький АО, дельта Лени, Колими, Хатанги, Яни й Індигірки в Якутії, Красноярський край).

### Велике Дісмальське болото
Прикладом величезних приморських боліт помірних широт, подібних до тих, які колись, у палеозойській ері, створили колосальні за запасами поклади кам'яного вугілля, може бути Велике Дісмальське болото в США, описане свого часу англійським вченим Чарлзом Лайєлем (1797—1875). Воно розташоване на узбережжі Атлантичного океану, вивищуючись над рівнем моря лише на кілька метрів. Місцевість поступово опускається, внаслідок чого створюються умови для її заболочування. Все болото густо поросле лісом. Лайєль писав: 
|  | На поверхні цього великого болота лежать без ліку стовбури товстих і високих дерев, тоді як тисячі інших, зламаних вітрами, поховані на різних глибинах у трясовині. Вони нагадують геологу про розкрите положення сигілярій і лепідодендронів, які перетворені на кам'яне вугілля в давніх кам'яновугільних породах. |

 У цьому болоті товщина торфу сягає 5 м.